# Реймерс, Яков Иванович
Я́ков Ива́нович [фон] Ре́ймерс (1818—1877) — русский архитектор немецкого происхождения, помощник Константина Тона, мастер эклектического неоренессанса. Академик (с 1848) и почётный вольный общник (с 1863) Императорской Академии художеств, вице-председатель Московского архитектурного общества (с 1870).

## Биография
Получил образование в Императорской Академии художеств, где получил малую серебряную медаль (1838) за архитектурную композицию. Окончил курс Академии художеств со званием классного художника с правом на чин XIV класса (1839). Был признан «назначенным в академики» «по известным познаниям в архитектурном художестве» (1842), на звание академика ему задана была программа: «сочинить проект дома богатого вельможи в деревне».
Звание академика Реймерс получил лишь в 1848 году за другую программу: «проект военной богадельни на 400 человек нижних чинов и 25 офицеров». Был признан почётным вольным общником Академии (1863) «во внимание к любви и познаниям в художествах».
Работал в Москве (сотрудник К. А. Тона) в чертёжной Комиссии при построении храма Христа Спасителя (с 1840), младший помощник главного архитектора храма Христа Спасителя (1845–1874), строил здание для архива МИД (1875). Состоял архитектором Михайловского дворца в Петербурге.
Среди основных построек в Петербурге: ряд доходных домов (Вознесенский пр., 41, 1843; Некрасова, 36, 1844; Чайковского, 20, 1844; Маяковского, 17, 1847 и др.), здание детского приюта цесаревича Николая Александровича (1865–1868).
- Доходный дом (правая часть). Труда пл., 3 — Адмиралтейского наб.к., 1 — Галерная ул., 26 (1839)[7]
- Особняк Н. Власова. Фурштатская ул., 39 (1843)[8]
- Дом П. Е. Карелина. Вознесенский пр., 41 (1843)[9]
- Дом Потаповой - Дом Н. В. Иванова. Некрасова ул., 36 (1844)[10]
- Дом Е. С. Мясоедовой - Доходный дом Хвостовой. Чайковского ул., 20 — Захарьевская ул., 5 (1844)[11][12]
- Доходный дом И. А. Мосса. Маяковского ул., 17 (1847)[13]
- Доходный дом. Пржевальского ул., 6 (1850)
- Доходный дом. Столярный пер., 6 (1850)[14]
- Доходный дом (левая часть). 3-я Красноармейская ул., 7 (1850, 1855)
- Доходный дом Н. И. Цылова (надстройка, расширение). Маяковского ул., 18 (1858)[15]
- Доходный дом (перестройка). Прачечный пер., 9 — Декабристов ул., 17 (I860)[16]
- Здание детского приюта цесаревича Николая Александровича (расширение). 12-я Красноармейская ул., 27 — Лермонтовский пр., 51 (1865—1868)